# Charles Guyot (Radsportler, 1890)

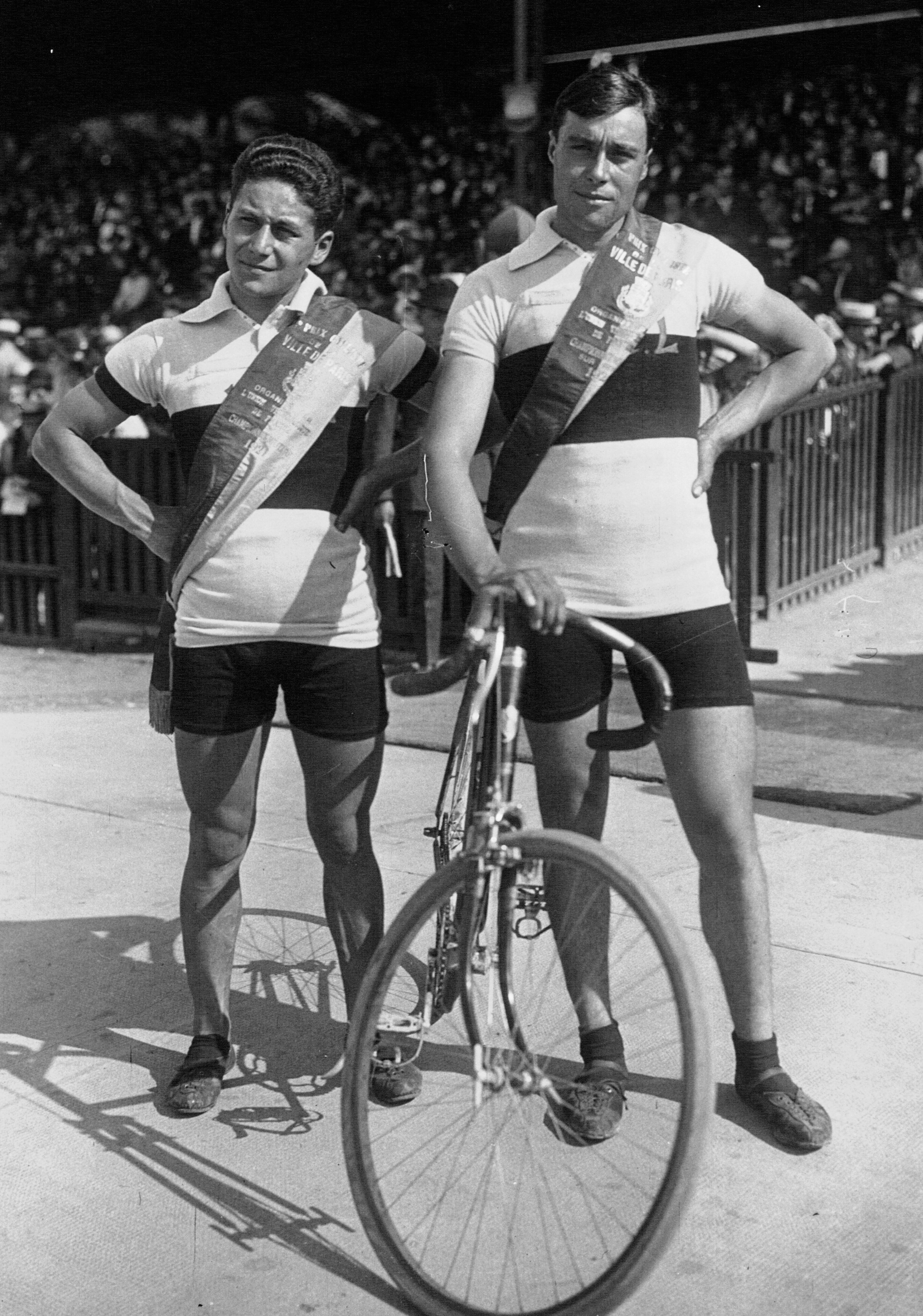
Charles Guyot und Fernand Canteloube (1921)

Charles Guyot (* 4. August 1890 in Saint-Imier; † 30. April 1958 ebenda) war ein Schweizer Radrennfahrer.
Charles Guyot gehörte zur ersten Generation der Schweizer Strassenfahrer. Zweimal, 1909 und 1910, wurde er Schweizer Strassenmeister, 1917 zudem Schweizer Bergmeister. Zweimal gewann er das Rennen Bern-Genf (1917 und 1921) und 1924 die Berner Rundfahrt.
1910 nahm Guyot an der «Tour de France des Indépendents» teil und belegte den dritten Platz in der Gesamtwertung. Einen dritten Platz belegte er 1922 in der Distanzfahrt München–Zürich.
Charles Guyot initiierte den Bau einer Radrennbahn in La Chaux-de-Fonds, wobei er selbst mit Hand anlegte. Die Holzbahn existierte allerdings nur wenige Jahre.
Auch sein Sohn namens Charles Guyot (1925–1973) war ein erfolgreicher Radrennfahrer, er gewann z. B. 1947 die Meisterschaft von Zürich.